# Hooked on Classics 2 - Can't Stop the Classics
Hooked on Classics 2 - Can't Stop the Classics è un album discografico di Louis Clark e della Royal Philharmonic Orchestra, pubblicato nel 1982 dalla K-tel.

## Il disco
In questo album Louis Clark dirige la Royal Philharmonic Orchestra, che suona una raccolta di estratti da noti brani di musica classica, suonati sopra a un battito continuo di batteria.
Il genere dell'album è stato definito come un crossover tra la musica classica e il cosiddetto easy listening.
Di seguito sono elencati, per ogni brano del disco, i pezzi classici utilizzati.

### Can't Stop the Classics
- Ouverture da Ruslan e Ljudmila (Michail Ivanovič Glinka)
- Czárdás da Coppélia (Léo Delibes)
- Sonata per pianoforte n. 8 Patetica (Ludwig van Beethoven)
- Divertissement: Pizzicati da Sylvia (Léo Delibes)
- Danza Slava n. 8 (Antonín Dvořák)
- Ouverture da Il barbiere di Siviglia (Gioachino Rossini)
- Danza dei giullari da Sneguročka (Nikolaj Andreevič Rimskij-Korsakov)
- Inverno da Le quattro stagioni (Antonio Vivaldi)
- Studio op. 10 n. 12 Rivoluzionario (Fryderyk Chopin)
- Ouverture Carnaval (Antonín Dvořák)
- Rapsodia ungherese n.2 (Franz Liszt)
- Danza della sciabola da Gayaneh (Aram Il'ič Chačaturjan)

### Hooked on America
- Rapsodia in blu (George Gershwin)
- Camptown Races (Stephen Foster)
- Rapsodia in blu (George Gershwin)
- Un americano a Parigi (George Gershwin)
- Rapsodia in blu (George Gershwin)
- Adagio - Allegro molto dalla Sinfonia n. 9 (Antonín Dvořák)
- Old Black Joe (Stephen Foster)
- Allegro con fuoco dalla Sinfonia n. 9 (Antonín Dvořák)
- Dixie's Land (Dan Emmett)
- The Battle Hymn of the Republic (Julia Ward Howe e William Steffe)

### Hooked on Romance (Part 2)
- Canone di Pachelbel (Johann Pachelbel)
- Nimrod dalle Variazioni su un tema originale (Edward Elgar)
- Concerto per pianoforte e orchestra n. 2 (Sergej Vasil'evič Rachmaninov)
- Intermezzo da Cavalleria rusticana (Pietro Mascagni)
- Studio op. 10 n. 3 (Fryderyk Chopin)
- Concerto di Varsavia (Richard Addinsell)
- To A Wild Rose dai Woodland Sketches (Edward MacDowell)
- Suite n. 2 da Spartak (Aram Il'ič Chačaturjan)
- Aranjuez, mon amour (Joaquín Rodrigo)

### Can't Stop the Classics (Part 2)
- Fanfare Intro (Louis Clark)
- Ouverture da I maestri cantori di Norimberga (Richard Wagner)
- Pierino e il lupo (Sergej Sergeevič Prokof'ev)
- Marcia slava (Pëtr Il'ič Čajkovskij)
- Aria Schafe können sicher weiden dalla Cantata Was mir behagt, ist nur die muntre Jagd (Johann Sebastian Bach)
- Coro nuziale da Lohengrin (Richard Wagner)
- Romanza Nessun dorma dalla Turandot (Giacomo Puccini)
- Marcia trionfale dall'Aida (Giuseppe Verdi)
- Für Elise (Ludwig van Beethoven)
- Finlandia (Jean Sibelius)
- Sonata per pianoforte n. 8 Patetica - 2° movimento (Ludwig van Beethoven)
- Marcia n. 4 in Sol maggiore da Pomp and Circumstance (Edward Elgar)
- Andante cantabile dal Quartetto op. 3 n. 5 (Franz Joseph Haydn)
- Poco Adagio. Cantabile dal Quartetto op. 76 n. 3 (Franz Joseph Haydn)
- Boléro (Maurice Ravel)

### A Night at the Opera
- Coro Hallelujah! dal Messiah (Georg Friedrich Händel)
- With cat-like tread, upon our prey we steal da The Pirates of Penzance (Gilbert e Sullivan)
- Inno alla gioia dalla Sinfonia n. 9 (Beethoven) (Ludwig van Beethoven)
- Coro di zingari Vedi! le fosche notturne spoglie da Il trovatore (Giuseppe Verdi)
- Coro e marcia Les voici, la quadrille! dalla Carmen (Georges Bizet)
- Coro Gloire immortelle de nos aïeux da Faust (Charles Gounod)
- Rule, Britannia! (Thomas Arne e James Thomson)
- Aria Votre toast, je peux vous le rendre dalla Carmen (Georges Bizet)
- Coro Hallelujah! dal Messiah (Georg Friedrich Händel)

### Tales of the Vienna Waltz
- Valzer 1A da Sul bel Danubio blu (Johann Strauss)
- Valzer 2B da Sul bel Danubio blu (Johann Strauss)
- Valzer 2A da Sul bel Danubio blu (Johann Strauss)
- Valzer 1B da Sul bel Danubio blu (Johann Strauss)
- Du und Du da Il pipistrello (Johann Strauss)
- Rosen aus dem Süden (Johann Strauss)
- Valzer 5B da Sul bel Danubio blu (Johann Strauss)
- Valzer 5A da Sul bel Danubio blu (Johann Strauss)
- Wiener Blut (valzer) (Johann Strauss)
- Valzer 3A da Sul bel Danubio blu (Johann Strauss)
- Valzer 3B da Sul bel Danubio blu (Johann Strauss)
- Künstlerleben (Johann Strauss)
- Valzer 4B da Sul bel Danubio blu (Johann Strauss)
- Storielle del bosco viennese (Johann Strauss)
- Morgenblätter (Johann Strauss)
- Sul bel Danubio blu (reprise) (Johann Strauss)

### Hooked on Baroque
- Inverno da Le quattro stagioni (Antonio Vivaldi)
- Primavera da Le quattro stagioni (Antonio Vivaldi)
- Estate da Le quattro stagioni (Antonio Vivaldi)
- Aria Il fabbro armonioso dalla Suite vol. 1 n. 5 (Georg Friedrich Händel)
- Bourrée II dalla Suite inglese n. 2 (Johann Sebastian Bach)
- Allegro dalla Sonata in Re maggiore per flauto e basso continuo (Leonardo Vinci)
- Concerto brandeburghese n. 5 (Johann Sebastian Bach)
- Concerto per flauto in Sol maggiore (Giuseppe Tartini)
- Sonata per flauto e basso continuo in Mi minore (Johann Sebastian Bach)
- A tempo di Gavotta dalla Sonata per flauto dolce in Do maggiore op. 1 n. 7 (Georg Friedrich Händel)
- Suite per flauto dolce in La minore (Georg Philipp Telemann)
- Sonata per violino e clavicembalo n. 4 in Do minore (Johann Sebastian Bach)
- Allegro spiritoso (Giovanni Battista Pergolesi)
- Estate da Le quattro stagioni (Antonio Vivaldi)
- Inverno da Le quattro stagioni (Antonio Vivaldi)

### If You Knew Sousa
- The Liberty Bell (John Philip Sousa)
- Blaze-Away! (Abe Holzmann)
- The Liberty Bell (John Philip Sousa)
- Semper Fidelis (John Philip Sousa)
- The Washington Post March (John Philip Sousa)
- Blaze-Away! (Abe Holzmann)

### If You Knew Sousa (and Friends)
- Entrata dei gladiatori (Julius Fučík)
- Colonel Bogey March (Kenneth Alford)
- Royal Air Force March Past (Walford Davies)
- Marcia n. 1 in Re maggiore da Pomp and Circumstance (Edward Elgar)
- The Dam Busters March (Eric Coates)
- Stars and Stripes Forever (John Philip Sousa)

## Tracce
Lato A
1. Can't Stop the Classics – 5:50
2. Hooked on America – 4:08
3. Hooked on Romance (Part 2) – 6:41
4. Can't Stop the Classics (Part 2) – 6:31

Durata totale: 23:10
Lato B
1. A Night at the Opera – 6:05
2. Tales of the Vienna Waltz – 4:05
3. Hooked on Baroque – 4:24
4. If You Knew Sousa – 3:33
5. If You Knew Sousa (and Friends) – 3:06

Durata totale: 21:13